# Docimodus evelynae
Docimodus evelynae è una specie di ciclidi haplocromini endemica del Lago Malawi; è diffusa in tutto il lago e si trova in Malawi, Mozambico e Tanzania. Questa specie ha abitudini alimentari insolite: si nutre delle scaglie laterali di altri ciclidi o ciprinidi, e della pelle dei pesci gatto. Il nome specifico è stato dato in onore di Evelyn Axelrod, moglie dell'editore Herbert R. Axelrod (1927-2017).